# اللاسلطوية أم الاشتراكية؟
اللاسلطوية أم الاشتراكية؟ هو عمل من عام 1906/1907 للزعيم السوفيتي جوزيف ستالين.   سعى العمل لتحليل اللاسلطوية باستخدام الأساليب الماركسية.  

## خلفية
تم تطوير تكوين هذا العمل في السنوات التي أعقبت الثورة الروسية عام 1905 الفاشلة؛ تبنى ستالين في هذه الفترة أيديولوجية ماركسية قوية. لعبت فلسفة اللاسلطوية دورًا مهمًا في التاريخ الروسي، مع العديد من اللاسلطويين الروس البارزين، مثل ميخائيل باكونين، وإيما جولدمان، وبيتر كروبوتكين، وليو تولستوي. في ذلك الوقت انخرط اللاسلطويون في جورجيا في حملة أيديولوجية ضد الماركسيين في القوقاز، وكان ستالين مسؤولاً عن العمليات البلشفية في منطقة القوقاز. 

## تاريخ النشر
بدأت المقالات التي أصبحت اللاسلطوية أم الاشتراكية كسلسلة من المقالات الصحفية المكتوبة باللغة الجورجية. نُشرت المقالات الأربع الأولى في شكلها الأصلي في الجريدة البلشفية اليومية "حياة جديدة" (ახალი ცხოვრება) نُشرت في تبليسي، تحت إشراف ستالين،  في يونيو - يوليو 1906. استمر نشر المقالات في صحيفة "حياتنا" (ჩვენი ცხოვრება) من فبراير 1907 إلى إغلاقها في 6 مارس 1907، ثم في "الوقت" (დრო) في أبريل 1907.

## ملخص
يركز العمل على نقد ستالين لفلسفة اللاسلطوية والردود على الانتقادات اللاسلطوية للماركسيين.  وفقا لستالين، لم يكن اللاسلطويين أي دعم من الطبقة العاملة، لكنهم حققوا بعض النجاح خارج العمال وبين المجموعات البرجوازية الصغيرة. 